# Richard Geigel
Richard Geigel (Würzburg, 4 giugno 1859 – Würzburg, 2 dicembre 1930) è stato un medico tedesco.

## Biografia
Nel 1883 ricevette il dottorato di medicina presso l'Università di Würzburg con la tesi di laurea "Über Variabilität in der Entwicklung der Geschlechtsorgane beim Menschen". Nel 1888 ottenne la sua abilitazione e dieci anni dopo divenne professore associato di balneologia, idroterapia a Würzburg.
Il suo nome è associato al "riflesso Geigel" (nelle femmine), descritto come una contrazione delle fibre muscolari, in particolare del legamento inguinale. Invece nei maschi corrisponde al riflesso cremasterico.

## Opere principali
- Über Variabilität in der Entwicklung der Geschlechtsorgane beim Menschen, 1883
- Wärmeregulation und Kleidung, 1884.
- Beiträge zur Lehre vom Diabetes insipidus, 1885.
- Die Hauttemperatur im Fieber und bei Darreichung von Antipyreticis (tesi), 1888.
- Die Rückstosselevation bei Insufficienz der Aortenklappen, 1888.
- Ueber Hepatitis suppurativa, 1889.
- Die Circulation im Gehirn und ihre Störungen, 1889.
- Ueber alternirende Mitralinsufficienz, 1890.[4]
- Die Mechanik der Blutversorgung des Gehirns. Eine Studie, 1890.
- Leitfaden der diagnostischen Akustik, 1908.
- Lehrbuch der Herzkrankheiten, 1920.
- Lehrbuch der Lungenkrankheiten, 1922.
- Wetter und Klima; ihr Einfluss auf den gesunden und auf den kranken Menschen, 1924.
- Gehirnkrankheiten, 1925.[5]